# 紅 (漫画)
『紅』（くれない）は、清水としみつによる日本の漫画。少年画報社の『ヤングキング』で1999年から2002年まで連載された。単行本は既刊8巻であるが、現在絶版。

## 概要
清水としみつは、『青空少女隊』や『イーグルドライバー』など、戦闘機を題材にした漫画を多く手がけている。それらの戦闘機漫画はギャグが多く、どちらかというと明るい内容のものだったが、本作は主人公や舞台の設定など全体的にシリアスな雰囲気でまとめられている。また連載していたのが青年漫画雑誌だったためか、女性の裸体が描かれるなど性的描写も多い。
中東にある外人部隊が舞台だったり、国際的な民間軍事会社が暗躍するなど、『エリア88』の影響を強く感じさせるが、話の内容は『エリア88』よりは重く、話の中身も不幸な終わり方をする傾向が強い。
戦闘の展開は、中距離ミサイルを使った現代的な戦闘よりもドッグファイトに傾倒している。またそのドッグファイトにおいても、実戦では使われない曲芸のような飛び方を多用するという、動きのある絵による面白さを重視したものになっている。このようなことが実際の航空戦ではありえないことは確かであるが、同様の傾向は小林源文などが描く写実路線の架空戦記、および実際の現代戦を扱った漫画を除いては、おおむね『ファントム無頼』や『エリア88』以降の国内戦闘機漫画作品ではまま見られるものである。
当初は一話完結の話が多かったが、連載が進むにつれて複数話にわたって続いていくようになった。その後、編集長の交代により、アンケートの評価が低い、また余りにマニアックという理由で連載打ち切りとなった。これに対して作者の清水は「乗ってたマンガだけに、残念です」とコメントしている。

## あらすじ
エジプト、シナイ半島。この地に所在するロシアの民間軍事会社「カチューシャ」の基地に、「赤い死神」と呼ばれるエースパイロットがいる。名はナオミ・オブライエン中尉。彼女は元IRA（アイルランド共和軍）のテロ工作員で、旅客機2機を爆破するなどのテロ行為を成功させた実績を持つが、逮捕されて懲役1000年の刑を受ける。だが、彼女の実力を見込んだカチューシャは政府機関と取引し、彼らがナオミの身元を引き受け減刑する代わりに、カチューシャが行っている世界の様々な裏仕事につかせる。ナオミは赤いステルス塗料を塗った戦闘機を駆り、各国政府の依頼を受けて要人やスパイの暗殺、軍事目標の破壊や偵察などを行っていく。

## 登場人物

### カチューシャ
ナオミ・オブライエン中尉
ロシアの民間軍事会社「カチューシャ」に所属する戦闘機パイロット。元IRAのテロリスト。旅客機爆破の罪により累積1000年の刑に服することになったが、カチューシャの仕事を引き受けることで刑の減免と高額の報酬を受け取っている。キリアムという入院生活を送る弟がおり、報酬は主に彼の入院費用に使っている。表向きはパリの会社に勤めていることになっており、絵描きを志してパリで暮らす恋人の公彦にも本当のことは明かしていない。母親は日本人。
カチューシャが日本の企業と契約してステルス塗料の実戦評価を行っており、ナオミが搭乗する機体表面にはこれが塗られている。その塗料が赤く、またナオミの戦闘技術が優れていることから、カチューシャ内部や裏社会では「赤い死神」として知られている。
最初はMiG-29に搭乗していたが、交戦中にエンジンを損壊し飛行不能となりこれを喪失。次にミラージュVにのるが、ホワイトメースのデュポン中尉に撃墜される。最後は再びMiG-29に搭乗する。
フランツ・ロイベンシュタイン大佐
カチューシャの航空部隊の指揮官。かつて東ドイツ空軍のパイロットであったが、秘密警察（シュタージ）に勤める恋人が上官に脅迫され彼を陥れたことから、ソ連のアフガニスタン侵攻に義勇兵という形で追いやられた過去を持つ。ナオミなどに厳しい任務を課すが、部下たちを思いやっているような言動も度々見られる。個人的にドイツのクラシック機を蒐集しており、それらを基地内に分散して隠し持つ。
自身が航空機を操縦して出撃することはほとんど無いが、ホワイトメースの総攻撃の際には自らMiG-21に搭乗して（地下格納庫からのJATOによって）出撃し、F-15Eとも互角に近い戦いを繰り広げるほどの技量を持つ。アフガン侵攻時代の乗機はSu-25。
ユーリ・イワノフ少尉
元KGB工作員で、カチューシャの情報工作員。任務に必要とする様々な情報収集を行い、また任務支援の工作活動も行う。ナオミの監視役という任務もあるが、彼女に対しては忠誠を尽くした部下のように行動し、何度も窮地を救う。
ハミル・アトキンス中尉
アメリカ空軍のF-16パイロットだったが、後にカチューシャに移籍する。偶然にもカチューシャとそのライバル企業であるホワイトメースとの紛争に巻き込まれてしまい、任務中にホワイトメースに暗殺されそうになったところをナオミに救われる。だがアメリカ空軍内部にいるホワイトメースの協力者により同僚殺しの濡れ衣を着せられ、帰国できなくなってしまったために移籍。プリシラという恋人をアメリカに残している。
機体はアメリカ空軍からカチューシャまでF-16に乗り続ける。デュポンより「がさつなアメリカ人」とあだ名を付けられる。
サイラス・ショット少尉
航空機の整備部門の責任者。インド生まれ。小柄な中年男性。優秀な整備員で航空機に精通し、技術面でナオミを助ける。花の栽培が趣味。そうとは知らずにフランツのクラシック機コレクションを見つけては、整備員らと一緒に夢中になって飛ばそうとする飛行機好きでもある。ハミルと知り合う前まではアメリカ人嫌いだった。
マルコ・ラナーロ少尉
中年で腕のいい輸送機のパイロット。ベトナム戦争では戦闘機乗りだったが、戦争依存症から嵌ってしまったギャンブル中毒により金銭に困りカチューシャに身を落とす。ホワイトメースのアルフォンソから接触を受け、病弱な娘の治療の見返りにナオミをF-22で倒すよう誘われる。娘のためにその誘いに乗るも、彼らが途中でその計画を放棄して地対空ミサイルで二人とも殺そうとしたため自分の誤りに気づき、ナオミを庇ってミサイルを二発とも受けて撃墜、死亡。
スケール軍曹
カチューシャの基地で働く通信員。旧ユーゴスラビア人。幼い頃、ユーゴ内戦で肉親・兄弟を失い天涯孤独の身。捕虜となった茉莉花に対し、最初はカチューシャ基地壊滅の先兵として憎むが、幾つかのエピソード回を通じ、やがていとおしく思う様になる。
整備員たち
サイラスの弟子。彼を補佐したり、一緒にクラシック機整備に情熱を傾けたりする。
ザイチェフ
カチューシャの金庫番。フランツ率いる戦闘部門があまりに経費を使うので忌々しく思っている。ナオミを組織が運営する売春へと誘う。

### ホワイトメース
アントニオ・アルフォンソ中尉
ホワイトメースの航空部隊所属。ラナーロの一件の時にナオミから反撃を受け、その時に右足膝下を失う。このことから「赤い死神」を殺すことに異常な執念を燃やし、そのことでかえってホワイトメースでの地位を危うくしてしまう。戦災孤児となった茉莉花という日本人の女児を純粋な善意・同情から拾い育てた。茉莉花が持つ優れた戦闘能力をホワイトメースで活用し、やがて自分の地位も高めようと考えている。養父と養女という関係だが、成長した茉莉花からの誘惑・性的魅力に抗しきれず、以後二人は互いの肉体を激しく求め合う関係に陥っている。
茉莉花・アルフォンソ少尉
アントニオの養女にして情婦。天才的な戦闘能力の持ち主ではあるが、人を殺すことに過剰に興奮し、命令以上の殺戮を行うという戦争狂じみた側面も持つ。戦闘後はその興奮を肉欲という形で、養父アントニオにぶつける。自分こそ赤い死神を倒すのだと自負するが、ホワイトメース上層部はまだ能力が不足していると感じて交戦を認めなかった。その後命令を無視して勝手に出撃するも、あえなくナオミに撃墜されて脱出し、カチューシャの捕虜となる。実は優しい子供好きという一面も併せ持つ。
搭乗機体はF-15。
ナディア・ロマノーヴァ大尉
ホワイトメースでパイロットのスカウト、情報工作などを担当する工作員。一見、お高くとまりプライドが高くガードも堅い美女の様に見えるが、実際は目を付けた男性に片っ端から体を許す痴女体質の性格の持ち主。得意技は肉体接待（もしくはそれを餌に男性を操る人心掌握術）。個人的な趣味から、スカウトした若いパイロットや工作協力員を誘惑することもある。上昇志向も強いかなりの自信家だが、今までの世界観・人物観に全く当てはまらない魅力を秘めるシン少佐が直属の上司となった事で表面上では平静を保ちつつも大きく動揺し始める。
ヴィシュヌ・サミール・シン少佐
元々はインド空軍の戦闘機パイロットだったが、ナディアにスカウトされてホワイトメースに移籍する。インド空軍時代にナオミと交戦するも振り切られ、ホワイトメースに入ってからは自分は実質的な相打ちになるなど、幾たびかナオミと戦う。ホワイトメース移籍後の最初のナオミとの戦闘で負傷した際に右目を失う。
赤い死神と戦うためにホワイトメースに移籍し、勝手に出撃（事実上脱走）した茉莉花を凌駕する腕を見せ、撃墜可能であったにもかかわらずあえて見逃すなど、強い敵との戦いを何よりも欲する純粋な戦士。出世欲・金銭欲は皆無で、技術的にも精神的にも優秀なパイロット。
搭乗機はインド空軍ではミラージュ2000で、ホワイトメースに移籍後はSu-27。移籍後の一時はF-22にも搭乗したことがある。
ピエール・デュポン大尉
フランス人で、登場時は中尉。プライドが高く、嫌味で、上昇志向が強く、利己的な性格。ホワイトメースの指導者である将軍に個人的に進言してカチューシャに攻撃を仕掛けたり、ナオミと空中戦を挑むなど実績を上げることに勤しむが、実力以上に自分を大きく見せたいという虚栄心が強い。また自分の失敗をもみ消す為に部下の機を撃墜するなど、自己中心的な人物が多いホワイトメースの中でもかなり卑怯な行動をする。ミラージュVに乗るナオミに対するに最新鋭機のラファールを組織に要求したことから、シン少佐には訓練生並みの腕だとバカにされる。実際にナオミと交戦した際には機体性能の差もあって撃墜に成功し、赤い死神を殺したと戦果報告をしたものの、ナオミは脱出して生存していた
ハミルからは「ヒゲのラファール野郎」、ダイアナからは「ヒゲオヤジ」とあだ名を付けられる。
搭乗機体はF-15→ラファール。
リン・カスケード少尉、ダイアナ・カスケード少尉
ロマノーヴァ大尉にスカウトされ、シン少佐直属の部下に配置された兄妹パイロット。年齢の上下関係を全く感じさせない双方の態度・口ぶりより、双子（但し、顔はあまり似ていない）である可能性が高い。仲は良く、双方とも片方が傷付けられたり危機に直面すると普段のクールさとは裏腹に理性の抑制が利かなくなるほど感情が荒ぶる欠点を持つ。ダイアナの戦争を無邪気に楽しんでいるかの様な資質・性格は、カチューシャ虜囚前の茉莉花の資質にも似ている。作品連載終盤からの登場の為、操縦技術が如何ほどかは詳細に描ききれていないが、空戦最中のフランツより優秀と評された事より相当な技量・素質を持つと思われる。
搭乗機体はSu-27。
将軍
ホワイトメースの指導者。幹部会議でさえテレビ電話で出席し、しかも顔は映さないなど、謎の多い人物。デュポンやシンなどといった部下とは電話やネットを通じてだが、直接的に情報のやり取りや命令を出したりしている。

### アメリカ空軍
大佐
アメリカ空軍内部にあって、ホワイトメースに通じている人物。アトキンスを罠にかけて暗殺しようとしたり、航空自衛隊のパイロットをそそのかしてナオミを倒そうと試みたりする。
ケイン
ハミルの相棒だったF-16のパイロット。ホワイトメースとカチューシャの争いを見てしまったことから大佐の罠にかけられ、デュポンに撃墜され死亡する。

### 航空自衛隊
飛矢間三四郎2等空佐
ナオミとハミルが日本に向かった際、スクランブルに向かったF-15のパイロット。実弾で攻撃するが、それはカチューシャとステルス塗料のメーカー、そして航空自衛隊が共同で行った実戦テストであった。結果はナオミらに振り切られ負けてしまう。裏世界を垣間見たが、それ以上あまり深入りしないように心がける。
飛矢間三四郎はイーグルドライバーの主人公であり、青空少女隊にもカメオ出演のような形に登場した、清水の戦闘機漫画ではお馴染みのキャラクター。これら過去の作品での飛矢間は腕は立つがお調子者という、清水のギャグを象徴するような明るいキャラクターであった。しかし紅ではどこか陰のあるベテランパイロットといった佇まいで、作品の雰囲気にあわせてかそれまでとは全く違うキャラクターになっている。また青空少女隊では航空自衛隊史上最年少の1佐として登場していたがこの作品では2佐となっており、見た目もそのころと比べて年齢を経ているようであるから、過去の作品と世界観を共有するのであればなんらかの理由で降格されたことになる。ただし紅とイーグルドライバー及び青空少女隊が同一世界観かは分からないので、パラレルな世界観で過去作品とは異なる飛矢間三四郎とみることもできる。
三島藤次郎2等空尉
飛矢間とともにスクランブルを行ったパイロット。母親思いである一方、失言癖があり、しばしば上官である飛矢間2等空佐より忠告を受ける。ナオミの懐柔・引き抜きを決意したロマノーヴァの依頼を受け、ナオミらをスパイしようと試みる。その後ロマノーヴァとは別の思惑（ハミルの再抹殺）で暗躍していたアメリカ空軍大佐（ホワイトメース幹部でもある）より接触を受け、大佐が用意した通常のステルス塗料を塗ったF-15に乗る。しかし、赤いステルス塗料の機密を探っていた某国工作員（女性の殺し屋）にホテルで襲撃され負傷したハミルは想定空域に現れず、代わりにナオミがテスト飛行で姿を見せる。競合組織のエース ナオミの撃墜で組織での序列が上がる事を優先させる事に急遽気を変えた大佐の指示を受け、ナオミを倒そうと東京上空で戦闘を仕掛ける。しかし反撃を受けて機体は損壊。飛行継続が不可能になり、己の持つ自衛隊員としての矜持に従い、民間人に害が及ばぬ様、河川に機体を落として自身は直前で脱出しようとする。しかし射出座席が事前に細工済みで作動させられずそのまま墜落、死亡。

### ソ連空軍
ミハイル
ソ連軍アフガン侵攻時代、中尉待遇の義勇兵としてソ連空軍に迎えられていたフランツの部下（階級は不明）。日頃からフランツを深く尊敬し、終戦後は自らの実家へ招待したい（パイロット志望だった父に会わせたい）と述べていた。顔立ちは東洋系風。
Su-25フロッグフットを操縦しての友軍地上部隊への近接航空支援の最中にムジャヒディンゲリラの攻撃を受け、基地への逃避行の最中に受けた致命傷で苦しむ所を、フランツの手で安楽死（射殺）され息絶える。

### 民間人
相模
ステルス塗料を開発し、カチューシャに実戦での評価を依頼していた企業の社員。ナオミらが日本にやってきた際に、様々な手配を行う。ホワイトメースらの工作で死人がでると動揺するなど、裏社会に首を突っ込む割には荒事に不慣れな面も持つ。
水口
ナオミとハミルの護衛。二人がホワイトメースの工作員に殺されそうになった際、二人を守って殺される。死体はフランツやイワノフらによって工作員のそれと共に始末され、遺体もろとも闇に葬られた。刺客にあっさり殺された事実をにわかに信じられず動揺した相模の様子より、所属組織の中でも屈指の逸材・切札だったとうかがえる。
伊達公彦
ナオミの恋人で、画家を志し、レストランでギャルソンのアルバイトをしながらパリに住んでいる。ナオミの本当の顔を知らず、パリの会社で会社員をしていると思っている。実は日本でもかなりの富豪家の御曹司で、腹違いの兄達や義母との醜い家督争いを逃れるかの様に今の生活を送っている。そういう自分の出自・正体を恥と感じ、ナオミに伏せている手前、ナオミの真の正体・ペーパー企業社員疑惑・出自境遇の真相などを聞き出す事をためらう。
伊達静香
公彦の妹。兄を連れ戻そうとパリにやってくる。
キリアム・オブライエン
ナオミの弟。髪型はベリーショート。ナオミと同じくテロリストだったが、銃撃戦の最中に頭部に銃弾を受け負傷、脳に損傷を受ける。以後は意識はあるものの言葉を発することはなく、カチューシャの保護下で入院生活を続けている。
タラ
ナオミの幼馴染。IRAメンバー。イギリスの警察の目を逃れる為、訪れたパリでナオミと再会する。IRA時代に英雄扱いされていたナオミが過去を忌避・隠蔽する姿に怒りながらも、深い事情を察し、友情を示す。引き続き休暇中のナオミとスキー旅行に出かけ、故郷北アイルランドへの帰省（ナオミの母同然だった自身の実母とナオミの再会）を促し、待ち合わせしていたが、カチューシャ-FBI間で取り交わされたナオミの超法規的減刑の密約亀裂やナオミのカチューシャ離反・機密漏洩に将来繋がる恐れを憂慮したフランツの指示により、イワーノフの手で暗殺される。

## 用語解説
カチューシャ
ナオミらが所属する民間軍事会社で、エジプトのシナイ半島に恒久的な航空基地を有しており航空戦力を運用する作戦を専門とする。ロシアンマフィアあるいはロシア政財界の上層部が設立に一枚かんでいると思われ、ホワイトメースのパイロットの「やつら（カチューシャ）はロシアそのもの」というセリフからもそれがうかがえる。
ナオミをFBIから身請けするなどアメリカ政府にも一定の影響力を持つが、保有する航空機はF-5E/F タイガーIIやMiG-21、Su-17/20/22などの旧式機が大半で新鋭機はMiG-29数機（訓練用の複座型も保有）のみ、シン少佐との空戦でナオミのMiG-29が墜落した後の代替機にミラージュ5をあてがう有様であり、経済状態はさほど潤沢ではない。ホワイトメース（デュポン）による総攻撃で基地は壊滅的状況に破壊され、組織の決定で基地再建は断念される。実戦部隊部門の解散も決まるが、直後に赤いステルス塗料の軍用機転用実績をめぐる開発メーカーへの報告・実地検証の為、ナオミ、フランツ、ハミルの三名は日本（航空自衛隊小松基地）へ向かう。
ホワイトメース
カチューシャの商売敵である民間軍事会社。ある資本家（劇中の「将軍」と思われる）の提唱によって設立され、小規模ながらも精鋭ぞろいの陸海空三軍を有する。各国政府から依頼された軍事作戦の遂行以外にも、軍需企業が開発した各種兵器の実戦テストも仕事の一環であるため、カチューシャよりもはるかに先進的な装備を大量に保有する。パイロットも自前のスクールで養成するとともに各国正規軍パイロットの引き抜きなどにより、パイロットの平均的練度も高く、アメリカ政府や軍部への影響力もカチューシャを凌ぐ。保有する航空機はF-15やSu-27、ラファールといった東西問わず最強と言われている第一線級の戦闘機群で、アメリカが輸出を一切認めていない筈のF-117やF-22、SR-71までも保有・運用している。
ステルス塗料
日本の某社が開発した塗料で、ステルス性を一切考慮せずに機体外形が設計されたMiG-29やF-16、ミラージュVにもF-117並のステルス性を付与することが可能なほど、電波吸収性が高い。しかし、色が赤色と派手なために目視確認も有効である近距離格闘戦ではかえって目立つ欠陥があり、まだまだ改良の余地が存在すると思われる。

## フランツのクラシック機コレクション
フランツがカチューシャ施設内随所に秘匿した私物の第二次世界大戦中ドイツ機コレクション。フランツ不在の際、何度もサイラスと部下達に発見されては、勝手にレストア・試乗（大概、飛行中に故障・爆発）されている。
- メッサーシュミット Me163 "コメート" - ナオミが搭乗するも機体爆発。
- メッサーシュミット Me262 "シュヴァルベ" - サイラスに偽造された「フランツとの逢い引きコラージュ写真」を恋人に送付すると脅されたナオミが搭乗する直前、愛機の異変に気付いたフランツが奪還。ほんの一時、恍惚感を味わった後、機体爆発。
- バッヘム Ba349 "ナッター" - まだ見ぬ祖国日本を一目見たくカチューシャからの脱走を試みる茉莉花に奪われるのを阻止するため、サイラスにより遠隔爆破。